# Breuillet, Charente-Maritime
Breuillet är en kommun i departementet Charente-Maritime i regionen Nouvelle-Aquitaine i sydvästra Frankrike. Kommunen ligger  i kantonen Royan-Ouest som ligger i arrondissementet Rochefort. År 2022 hade Breuillet 3 060 invånare.

## Befolkningsutveckling
Antalet invånare i kommunen Breuillet
Referens:INSEE